# Encore, toujours encore !
Pour plus de détails, voir Fiche technique et Distribution.
Encore, toujours encore ! (Анкор, ещё анкор!) est un film russe réalisé par Piotr Todorovski, sorti en 1992,.

## Synopsis
L'action du film se déroule à l'hiver 1946 dans une petite garnison enneigée.
Le commandant du régiment, le colonel Vinogradov, vit avec Liouba Antipova, médecin militaire, sans s'être séparé de sa femme Tamara. Liouba tombe amoureuse du lieutenant Volodia Poletaïev et lui rend visite au quartier du capitaine Krioukov, après s'être arrangée avec son épouse Ania. Mais bientôt, le colonel apprend la liaison de Liouba avec le jeune lieutenant.

## Fiche technique
- Photographie : Youri Raïski
- Musique : Piotr Todorovski, Igor Kantioukov
- Décors : Valentin Konovalov
- Montage : Olga Kolotikova